# Pag Volley Taviano
La Pag Volley è una società pallavolistica maschile italiana con sede a Taviano, in provincia di Lecce. Milita nel campionato di Serie B.

## Storia
L'ascesa del Pag Volley Taviano nella seconda serie nazionale ha inizio nella stagione 2016-2017. La squadra salentina si classifica al secondo posto nella stagione regolare del campionato di Serie B girone H, ottenendo la qualificazione alle semifinali dei play-off per la promozione. Con in panchina l'ex secondo allenatore della Stilcasa Volley Fabrizio Licchelli, i giallorossi superano Volley Ottaviano, per poi essere sconfitti nella decisiva finale contro Catania Volley. Il 19 giugno 2017, con il sostegno dell'amministrazione comunale, il Pag Volley definisce un accordo per l'acquisizione del titolo per l'iscrizione al campionato di A2 dalla neopromossa Volley Canottieri Ongina, riportando la pallavolo tavianese nel campionato nazionale dopo nove anni di assenza.

## Rosa 2018-2019
| N° | Nome                 | Ruolo | Data di nascita   | Nazionalità sportiva |
| -- | -------------------- | ----- | ----------------- | -------------------- |
| 1  | Matteo Martinelli    | P     | 2 luglio 1994     | Italia               |
| 3  | Dobromir Dimitrov    | P     | 7 luglio 1991     | Bulgaria             |
| 5  | Leonardo Lugli       | S     | 31 dicembre 1998  | Italia               |
| 6  | Milan Bencz          | O     | 5 settembre 1987  | Slovacchia           |
| 7  | Francesco Astarita   | S     | 4 luglio 1993     | Italia               |
| 8  | Mirko Torsello       | C     | 26 novembre 1987  | Italia               |
| 9  | Simone Baldari       | S     | 13 febbraio 1998  | Italia               |
| 10 | Paolo Bonola         | C     | 25 giugno 1992    | Italia               |
| 11 | Damiano Scarpello    | L     | 27 maggio 2001    | Italia               |
| 12 | Gianluca Bisci       | L     | 19 luglio 1983    | Italia               |
| 13 | Sandro Clemente Caci | S/O   | 4 marzo 1993      | Italia               |
| 14 | Antonio Smiriglia    | C     | 30 dicembre 1988  | Italia               |
| 15 | Valentino Meleddu    | C     | 7 febbraio 1998   | Italia               |
| 18 | Matej Černič         | S     | 13 settembre 1978 | Italia               |